# Caspar Schlick
Caspar Schlick, né vers 1396 à Egra et mort le 15 juillet 1449 à Vienne, est un chancelier du Saint-Empire romain germanique, le premier d’origine roturière.

## Biographie
Caspar Schlick naît vers 1396 à Egra, en Bohême. Il est le second enfant de Heinrich Schlick et Barbara, une famille de marchands. Il étudie d’abord à l’école d’Egra avant de s’inscrire en 1413 à l’université de Leipzig. Il entre au service du roi Sigismond en 1415 en tant que clerc de la chancellerie et participe par la suite aux voyages du souverain en Europe.
En 1418, Caspar Schlick fait déjà partie des proches du roi, il devient peu de temps après notarius specialis puis protonotaire en 1428 et enfin vice-chancelier en 1429. En 1427, il représente Sigismond dans les négociations avec le roi de Pologne et l’Ordre Teutonique. Il prépare le couronnement impérial de Sigismond à Rome le 31 mai 1433, qui le fait le jour même chevalier et le nomme chancelier du Saint-Empire.
Il est également l’artisan des accords avec les Hussites modérés établis pendant le concile de Bâle, qui permettent de mettre fin aux guerres hussites et à Sigismond de prendre enfin possession du royaume de Bohême en 1437.
Après la mort de Sigismond et l’accession au trône d’Albert II en 1438, Caspar Schlick reste chancelier, malgré l’opposition des électeurs. Lorsque Albert II meurt en 1439, il passe deux ans au service de sa veuve, Élisabeth de Luxembourg, avant d’être une nouvelle fois nommé chancelier par Frédéric III en 1443.
Ses tentatives répétées pour faire attribuer l’évêché de Freising à son frère Heinrich dégradent toutefois ses relations avec l’empereur et, tout en restant chancelier, il doit se retirer de la cour impériale en février 1449. Victime d’un malaise au début du mois de juin, il meurt peu de temps après le 15 juillet 1449 à Vienne et est enterré au monastère des Carmélites de Vienne.

## Historiographie
Les recherches sur Caspar Schlick et sa famille sont rendues difficiles un certain nombre de faux documents à sont sujet, produits pour certains au sein même de la chancellerie. Il a ainsi été prouvé que le document l’élevant au rang de comte de Bassano est une contrefaçon. Certains de ces faux semblent avoir eu pour but de dissimuler ou atténuer son origine roturière en lui inventant des ancêtres nobles. Dans la fiction construite par ces documents, sa mère devient membre de la maison des comtes de Trévise et Collalto.
Caspar Schlick s’est aussi fait le mécène d’auteurs et notamment d’Enea Silvio Piccolomini, qui fait référence à lui dans plusieurs de ses œuvres comme le Pentalogus, l’Historia Bohemica ou l’Historia de duobus amantibus.